# Michiel De Bruyne
Michiel De Bruyne (Roeselare, 2 april 1927 – Roeselare, 9 februari 2009), was een Belgisch schrijver en heemkundige.

## Biografie
Michiel De Bruyne studeerde rechten aan de Rijksuniversiteit Gent. Na zijn studies werd hij in 1955 gemeenteontvanger in de gemeente Rumbeke. Na de gemeentefusies in 1977 werd hij afdelingshoofd in de stad Roeselare en kreeg er onder meer cultuur en archief onder zijn bevoegdheden. Hij was echter geen archivaris. Hij ligt als afdelingshoofd en voorzitter van de GOGRO aan de grondslag van heel wat straatnamen in Roeselare, vooral dan die met een Vlaamse of lokaal-historische achtergrond.
Al op jonge leeftijd engageerde De Bruyne zich in de lokale heemkundige kring KGOGRO (Geschied- en Oudheidkundig Genootschap voor Roeselare en Ommeland). Decennialang zou hij er de voorzitter van zijn. De Bruyne was een van de veelschrijvers in de tijdschriften van deze kring, maar ook in andere heemkundige tijdschriften. Hij schreef ook tal van artikels voor biografische woordenboeken zoals het Nationaal Biografische Woordenboek en Lexicon van de Westvlaamse Schrijvers. In de kring was hij een baanbreker voor de komende heemkundigen Geert Hoornaert en Antoon Deweerdt.
De Bruyne had een brede historische blik en interesseveld. In totaal zou hij honderden bijdragen schrijven, sommige maar enkele pagina's lang, andere dan weer in lijvige boeken. Vooral de Vlaamse Beweging en de familie Rodenbach waren vaak voorkomende thema's. Hij schreef ook veel jubileumuitgaven. De Bruyne vermeldde zijn bronnen niet altijd, wat zijn artikels soms minder betrouwbaar maakt. In 2003 werd hij nog voor zijn talloze heemkundige werken door het stadsbestuur gehuldigd. Door gezondheidsredenen was hij de laatste jaren niet meer actief.

## Publicaties
Een greep uit de honderden bijdragen :
- 1964 - Branden en brandweer in Roeselare van de 15e eeuw tot heden (met Emiel Reynaert)
- 1966 - Leopold I en Roeselare van 1830 tot 1865
- 1967 - Honderd jaar Stadsharmonie van Roeselare en haar bijdrage tot het culturele leven in de Rodenbachstad 1867-1967
- 1969 - Vijftig jaar beroepswerking voor metaalverwerkende bedrijven in Roeselare
- 1971 - 50 jaar houtverwerkende bedrijven te Roeselare
- 1972 - 75 jaar geneesherensyndicaat in het arrondissement Roeselare 1897-1972
- 1975 - De Groote Stooringe te Roeselare in 1875
- 1975 - De Augustijnerkerk van het Klein Seminarie te Roeselare 1825-1975
- 1978 - Hugo Verriest in Ieper: een blauwvoet in de branding (met Jean-Marie Baillieul en Jozef Geldhof)
- 1980 - Kroniek van Albrecht Rodenbach (met Lieve Gevers)
- 1981 - Alfons Blomme, leven en werk
- 1983 - Hendrik Conscience en Roeselare: relaties, bezoeken, brieven
- 1986 - De Rodenbachs van Roeselare
- 1989 - VWS-Cahier over Ferdinand Rodenbach
- 1991 - De Ooststraat te Roeselare vroeger en nu
- 1992 - VWS-Cahier over Domien Cracco
- 1999 - 25 jaar Gardeboe te Oekene 1975-1999
- 1999 - De Zwaanridders van Kleef-Ravenstein en Roeselare